# Elastyczna linia kredytowa
Elastyczna linia kredytowa – (Flexible Credit Line), instrument Międzynarodowego Funduszu Walutowego.
O elastyczną linię kredytową mogą starać się kraje o solidnych fundamentach, prowadzące odpowiedzialną politykę w przeszłości. Pierwszy z nowej formy pomocy skorzystał na początku kwietnia 2009 Meksyk.

## Dostęp do FCL w Polsce
W Polsce kwestia dostępu do FCL stała się przedmiotem sporu pomiędzy prezesem Narodowego Banku Polskiego, a Radą Ministrów. Prezes NBP Sławomir Skrzypek stał na stanowisku, iż należy zrezygnować z odnowienia elastycznej linii kredytowej z Międzynarodowego Funduszu Walutowego, czyli dostępu do 20,58 mld USD kredytu z MFW (5 maja 2010 kończyła się umowa z MFW, podpisana w maju 2009). Podobnego zdania był kierowany przez niego Zarząd Narodowego Banku Polskiego, który uważał, że nie jest konieczne występowanie przez Polskę o elastyczną linię kredytową MFW na kolejny okres. Wskazywano na wysokie koszty (ok. 182 mln zł rocznie) i brak potrzeby takiego zabezpieczenia. Na tym tle miał miejsce konflikt z ministrem finansów Jackiem Rostowskim, który – podobnie jak rząd – popierał odnowienie linii. Zdanie odrębne w tej sprawie złożył ówczesny minister gospodarki Waldemar Pawlak, który przychylił się do opinii NBP, że elastyczna linia kredytowa jest już zbędna. Kolejny prezes NBP Marek Belka, niedługo po zaprzysiężeniu, 15 czerwca 2010 złożył wniosek o przedłużenie dostępu do elastycznej linii kredytowej funduszu (Flexible Credit Line). Został on rozpatrzony pozytywnie. W grudniu tego samego roku linia kredytowa z MFW, z której może skorzystać Polska, wzrosła z 21 do 29 mld dolarów, a okres, w którym Polska będzie miała do niej dostęp, został wydłużony z roku do dwóch lat (przy koszcie jej utrzymania wynoszącym 107 milionów dolarów na dwa lata).